# Superliga de Colombia 2023
La Superliga de Colombia 2023 (oficialmente y por motivos de patrocinio, Superliga BetPlay Dimayor 2023) fue la duodécima edición (12.ª) del torneo oficial de fútbol colombiano que enfrentó a los campeones de la temporada 2022 del fútbol colombiano en la Categoría Primera A, en este caso se enfrentaron el Atlético Nacional, campeón del Torneo Apertura 2022 y el Deportivo Pereira, campeón del Torneo Finalización 2022, en partidos disputados el 8 y 16 de febrero de 2023.
La Superliga de Colombia se disputa a dos enfrentamientos directos de ida y vuelta, entre los dos campeones de los torneos de liga organizados en el año inmediatamente anterior (en el sistema de liga colombiano existen dos campeones por año). El equipo que obtuvo la mejor ubicación en la tabla de reclasificación de la temporada anterior jugó el partido de ida como visitante y el encuentro de vuelta en condición de local. En caso de que ambos equipos terminaran con la misma cantidad de puntos al término de los dos partidos de la serie, el desempate se haría mediante la diferencia de goles, siendo campeón el de mejor diferencia. Si el empate persistía, el campeón se definiría mediante los tiros desde el punto penal.
Atlético Nacional ganó su tercer título de Superliga al final de la serie, derrotando al Deportivo Pereira por un marcador global de 5:3.

## Llave
| Bandera del departamento de Antioquia | vs. |                       |
| ------------------------------------- | --- | --------------------- |
| Atlético Nacional 1 4 5               | vs. | Deportivo Pereira 0 3 |

## Participantes
|   | Equipo            | Vía de clasificación                                   | Fecha de clasificación | Participaciones | Última participación | Mejor desempeño         |
| - | ----------------- | ------------------------------------------------------ | ---------------------- | --------------- | -------------------- | ----------------------- |
| 1 | Atlético Nacional | Campeón Torneo Apertura 2022 (17.° título de Liga)     | 26 de junio de 2022    | 6               | 2018                 | Campeón en 2012 y 2016. |
| 2 | Deportivo Pereira | Campeón Torneo Finalización 2022 (1.er título de Liga) | 7 de diciembre de 2022 | Debutante       | Debutante            | Debutante               |

## Sedes
| Medellín                  | Pereira                         |
| ------------------------- | ------------------------------- |
| Estadio Atanasio Girardot | Estadio Hernán Ramírez Villegas |
| Capacidad: 40 943         | Capacidad: 30 290               |
|                           |                                 |

## Partidos

### Partido de ida
| 1     | POR   | Aldair Quintana    |     |
| 16    | DEF   | Eber Moreno        |     |
| 3     | DEF   | Diego Hernández    |     |
| 29    | DEF   | Carlos Ramírez     |     |
| 13    | DEF   | Juan Pablo Zuluaga |     |
| 25    | MED   | Jhonny Vásquez     |     |
| 20    | MED   | Yílmar Velásquez   |     |
| 18    | MED   | Maicol Medina      | 86' |
| 10    | MED   | Yesus Cabrera      | 59' |
| 30    | DEL   | Arley Rodríguez    | 80' |
| 9     | DEL   | Ángelo Rodríguez   |     |
| D. T. | D. T. | Alejandro Restrepo |     |

| 23    | POR   | Kevin Mier          |     |
| 6     | DEF   | Andrés Román        |     |
| 2     | DEF   | Cristián Zapata     |     |
| 16    | DEF   | Sergio Mosquera     |     |
| 3     | DEF   | Juan Felipe Aguirre |     |
| 20    | DEF   | Danovis Banguero    |     |
| 18    | MED   | Yéiler Góez         |     |
| 30    | MED   | Jhon Solís          | 62' |
| 10    | MED   | Jarlan Barrera      | 88' |
| 7     | DEL   | Francisco da Costa  |     |
| 9     | DEL   | Jefferson Duque     | 63' |
| D. T. | D. T. | Paulo Autuori       |     |

| 11 | DEL | Johan Bocanegra | 59' |
| 15 | MED | Kener Valencia  | 80' |
| 7  | DEL | Kevin Palacios  | 86' |

| 88 | MED | Dorlan Pabón             | 62' |
| 19 | MED | Yerson Candelo           | 63' |
| 42 | DEF | Cristian Castro Devenish | 88' |

| 77' | Andrés Román | 0:1 |

| 19' · 46' | Maicol Medina Yílmar Velásquez |

| 13' · 23' · 55' · 82' · 90+1' | Francisco da Costa Juan Felipe Aguirre Jhon Solís Danovis Banguero Cristian Castro Devenish |

| 49' | Yílmar Velásquez |

| 66' | Juan Felipe Aguirre |

| Principal  | Andrés Rojas  |
| Asistentes | John León     |
|            | Mario Tarache |
| Cuarto     | Luis Delgado  |

| VAR            | Lisandro Castillo  |
| Asistentes VAR | Herminzul Calderón |

| 1     | POR   | Aldair Quintana    |     |
| 16    | DEF   | Eber Moreno        |     |
| 3     | DEF   | Diego Hernández    |     |
| 29    | DEF   | Carlos Ramírez     |     |
| 13    | DEF   | Juan Pablo Zuluaga |     |
| 25    | MED   | Jhonny Vásquez     |     |
| 20    | MED   | Yílmar Velásquez   |     |
| 18    | MED   | Maicol Medina      | 86' |
| 10    | MED   | Yesus Cabrera      | 59' |
| 30    | DEL   | Arley Rodríguez    | 80' |
| 9     | DEL   | Ángelo Rodríguez   |     |
| D. T. | D. T. | Alejandro Restrepo |     |

| 23    | POR   | Kevin Mier          |     |
| 6     | DEF   | Andrés Román        |     |
| 2     | DEF   | Cristián Zapata     |     |
| 16    | DEF   | Sergio Mosquera     |     |
| 3     | DEF   | Juan Felipe Aguirre |     |
| 20    | DEF   | Danovis Banguero    |     |
| 18    | MED   | Yéiler Góez         |     |
| 30    | MED   | Jhon Solís          | 62' |
| 10    | MED   | Jarlan Barrera      | 88' |
| 7     | DEL   | Francisco da Costa  |     |
| 9     | DEL   | Jefferson Duque     | 63' |
| D. T. | D. T. | Paulo Autuori       |     |

| 11 | DEL | Johan Bocanegra | 59' |
| 15 | MED | Kener Valencia  | 80' |
| 7  | DEL | Kevin Palacios  | 86' |

| 88 | MED | Dorlan Pabón             | 62' |
| 19 | MED | Yerson Candelo           | 63' |
| 42 | DEF | Cristian Castro Devenish | 88' |

| 77' | Andrés Román | 0:1 |

| 19' · 46' | Maicol Medina Yílmar Velásquez |

| 13' · 23' · 55' · 82' · 90+1' | Francisco da Costa Juan Felipe Aguirre Jhon Solís Danovis Banguero Cristian Castro Devenish |

| 49' | Yílmar Velásquez |

| 66' | Juan Felipe Aguirre |

| Principal  | Andrés Rojas  |
| Asistentes | John León     |
|            | Mario Tarache |
| Cuarto     | Luis Delgado  |

| VAR            | Lisandro Castillo  |
| Asistentes VAR | Herminzul Calderón |

| 1     | POR   | Aldair Quintana    |     |
| 16    | DEF   | Eber Moreno        |     |
| 3     | DEF   | Diego Hernández    |     |
| 29    | DEF   | Carlos Ramírez     |     |
| 13    | DEF   | Juan Pablo Zuluaga |     |
| 25    | MED   | Jhonny Vásquez     |     |
| 20    | MED   | Yílmar Velásquez   |     |
| 18    | MED   | Maicol Medina      | 86' |
| 10    | MED   | Yesus Cabrera      | 59' |
| 30    | DEL   | Arley Rodríguez    | 80' |
| 9     | DEL   | Ángelo Rodríguez   |     |
| D. T. | D. T. | Alejandro Restrepo |     |

| 23    | POR   | Kevin Mier          |     |
| 6     | DEF   | Andrés Román        |     |
| 2     | DEF   | Cristián Zapata     |     |
| 16    | DEF   | Sergio Mosquera     |     |
| 3     | DEF   | Juan Felipe Aguirre |     |
| 20    | DEF   | Danovis Banguero    |     |
| 18    | MED   | Yéiler Góez         |     |
| 30    | MED   | Jhon Solís          | 62' |
| 10    | MED   | Jarlan Barrera      | 88' |
| 7     | DEL   | Francisco da Costa  |     |
| 9     | DEL   | Jefferson Duque     | 63' |
| D. T. | D. T. | Paulo Autuori       |     |

| 11 | DEL | Johan Bocanegra | 59' |
| 15 | MED | Kener Valencia  | 80' |
| 7  | DEL | Kevin Palacios  | 86' |

| 88 | MED | Dorlan Pabón             | 62' |
| 19 | MED | Yerson Candelo           | 63' |
| 42 | DEF | Cristian Castro Devenish | 88' |

| 77' | Andrés Román | 0:1 |

| 19' · 46' | Maicol Medina Yílmar Velásquez |

| 13' · 23' · 55' · 82' · 90+1' | Francisco da Costa Juan Felipe Aguirre Jhon Solís Danovis Banguero Cristian Castro Devenish |

| 49' | Yílmar Velásquez |

| 66' | Juan Felipe Aguirre |

| Principal  | Andrés Rojas  |
| Asistentes | John León     |
|            | Mario Tarache |
| Cuarto     | Luis Delgado  |

| VAR            | Lisandro Castillo  |
| Asistentes VAR | Herminzul Calderón |

| 1     | POR   | Aldair Quintana    |     |
| 16    | DEF   | Eber Moreno        |     |
| 3     | DEF   | Diego Hernández    |     |
| 29    | DEF   | Carlos Ramírez     |     |
| 13    | DEF   | Juan Pablo Zuluaga |     |
| 25    | MED   | Jhonny Vásquez     |     |
| 20    | MED   | Yílmar Velásquez   |     |
| 18    | MED   | Maicol Medina      | 86' |
| 10    | MED   | Yesus Cabrera      | 59' |
| 30    | DEL   | Arley Rodríguez    | 80' |
| 9     | DEL   | Ángelo Rodríguez   |     |
| D. T. | D. T. | Alejandro Restrepo |     |

| 23    | POR   | Kevin Mier          |     |
| 6     | DEF   | Andrés Román        |     |
| 2     | DEF   | Cristián Zapata     |     |
| 16    | DEF   | Sergio Mosquera     |     |
| 3     | DEF   | Juan Felipe Aguirre |     |
| 20    | DEF   | Danovis Banguero    |     |
| 18    | MED   | Yéiler Góez         |     |
| 30    | MED   | Jhon Solís          | 62' |
| 10    | MED   | Jarlan Barrera      | 88' |
| 7     | DEL   | Francisco da Costa  |     |
| 9     | DEL   | Jefferson Duque     | 63' |
| D. T. | D. T. | Paulo Autuori       |     |

| 11 | DEL | Johan Bocanegra | 59' |
| 15 | MED | Kener Valencia  | 80' |
| 7  | DEL | Kevin Palacios  | 86' |

| 88 | MED | Dorlan Pabón             | 62' |
| 19 | MED | Yerson Candelo           | 63' |
| 42 | DEF | Cristian Castro Devenish | 88' |

| 77' | Andrés Román | 0:1 |

| 19' · 46' | Maicol Medina Yílmar Velásquez |

| 13' · 23' · 55' · 82' · 90+1' | Francisco da Costa Juan Felipe Aguirre Jhon Solís Danovis Banguero Cristian Castro Devenish |

| 49' | Yílmar Velásquez |

| 66' | Juan Felipe Aguirre |

| Principal  | Andrés Rojas  |
| Asistentes | John León     |
|            | Mario Tarache |
| Cuarto     | Luis Delgado  |

| VAR            | Lisandro Castillo  |
| Asistentes VAR | Herminzul Calderón |

### Partido de vuelta
| 23    | POR   | Kevin Mier               |       |
| 6     | DEF   | Andrés Román             |       |
| 16    | DEF   | Sergio Mosquera          | 46'   |
| 2     | DEF   | Cristián Zapata          |       |
| 42    | DEF   | Cristian Castro Devenish | 38'   |
| 20    | DEF   | Danovis Banguero         |       |
| 18    | MED   | Yéiler Góez              | 62'   |
| 30    | MED   | Jhon Solís               |       |
| 10    | MED   | Jarlan Barrera           | 46'   |
| 88    | MED   | Dorlan Pabón             | 90+8' |
| 9     | DEL   | Jefferson Duque          |       |
| D. T. | D. T. | Paulo Autuori            |       |

| 1     | POR   | Aldair Quintana    |     |
| 16    | DEF   | Eber Moreno        | 67' |
| 3     | DEF   | Diego Hernández    | 86' |
| 5     | DEF   | Geisson Perea      |     |
| 29    | DEF   | Carlos Ramírez     |     |
| 13    | DEF   | Juan Pablo Zuluaga |     |
| 25    | MED   | Jhonny Vásquez     |     |
| 18    | MED   | Maicol Medina      | 86' |
| 10    | MED   | Yesus Cabrera      | 74' |
| 30    | DEL   | Arley Rodríguez    |     |
| 9     | DEL   | Ángelo Rodríguez   |     |
| D. T. | D. T. | Alejandro Restrepo |     |

| 21 | DEL | Tomás Ángel      | 38'   |
| 11 | DEL | Jader Gentil     | 46'   |
| 15 | MED | Nelson Palacio   | 46'   |
| 5  | MED | Jhon Duque       | 62'   |
| 31 | DEL | Brahian Palacios | 90+8' |

| 11 | DEL | Johan Bocanegra  | 67' |
| 27 | MED | Jimer Fory       | 74' |
| 8  | MED | Larry Angulo     | 86' |
| 19 | DEL | Kevin Aladesanmi | 86' |

| 60' · 69' · 84' (pen.) · 87' | Tomás Ángel Dorlan Pabón | 1:2 2:3 3:3 4:3 |

| 7' · 34' · 63' | Juan Pablo Zuluaga Arley Rodríguez | 0:1 0:2 1:3 |

| 16' · 23' · 74' · 89' | Dorlan Pabón Sergio Mosquera Andrés Román Jefferson Duque |

| 31' · 79' · 82' · 82' · 85' · 90+4' | Ángelo Rodríguez Aldair Quintana Carlos Ramírez Jhonny Vásquez Arley Rodríguez Juan Pablo Zuluaga |

| Principal  | Bismarks Santiago |
| Asistentes | David Fuentes     |
|            | Camilo Portela    |
| Cuarto     | Ferney Trujillo   |

| VAR            | Fernando Acuña      |
| Asistentes VAR | Cristian de la Cruz |

| 23    | POR   | Kevin Mier               |       |
| 6     | DEF   | Andrés Román             |       |
| 16    | DEF   | Sergio Mosquera          | 46'   |
| 2     | DEF   | Cristián Zapata          |       |
| 42    | DEF   | Cristian Castro Devenish | 38'   |
| 20    | DEF   | Danovis Banguero         |       |
| 18    | MED   | Yéiler Góez              | 62'   |
| 30    | MED   | Jhon Solís               |       |
| 10    | MED   | Jarlan Barrera           | 46'   |
| 88    | MED   | Dorlan Pabón             | 90+8' |
| 9     | DEL   | Jefferson Duque          |       |
| D. T. | D. T. | Paulo Autuori            |       |

| 1     | POR   | Aldair Quintana    |     |
| 16    | DEF   | Eber Moreno        | 67' |
| 3     | DEF   | Diego Hernández    | 86' |
| 5     | DEF   | Geisson Perea      |     |
| 29    | DEF   | Carlos Ramírez     |     |
| 13    | DEF   | Juan Pablo Zuluaga |     |
| 25    | MED   | Jhonny Vásquez     |     |
| 18    | MED   | Maicol Medina      | 86' |
| 10    | MED   | Yesus Cabrera      | 74' |
| 30    | DEL   | Arley Rodríguez    |     |
| 9     | DEL   | Ángelo Rodríguez   |     |
| D. T. | D. T. | Alejandro Restrepo |     |

| 21 | DEL | Tomás Ángel      | 38'   |
| 11 | DEL | Jader Gentil     | 46'   |
| 15 | MED | Nelson Palacio   | 46'   |
| 5  | MED | Jhon Duque       | 62'   |
| 31 | DEL | Brahian Palacios | 90+8' |

| 11 | DEL | Johan Bocanegra  | 67' |
| 27 | MED | Jimer Fory       | 74' |
| 8  | MED | Larry Angulo     | 86' |
| 19 | DEL | Kevin Aladesanmi | 86' |

| 60' · 69' · 84' (pen.) · 87' | Tomás Ángel Dorlan Pabón | 1:2 2:3 3:3 4:3 |

| 7' · 34' · 63' | Juan Pablo Zuluaga Arley Rodríguez | 0:1 0:2 1:3 |

| 16' · 23' · 74' · 89' | Dorlan Pabón Sergio Mosquera Andrés Román Jefferson Duque |

| 31' · 79' · 82' · 82' · 85' · 90+4' | Ángelo Rodríguez Aldair Quintana Carlos Ramírez Jhonny Vásquez Arley Rodríguez Juan Pablo Zuluaga |

| Principal  | Bismarks Santiago |
| Asistentes | David Fuentes     |
|            | Camilo Portela    |
| Cuarto     | Ferney Trujillo   |

| VAR            | Fernando Acuña      |
| Asistentes VAR | Cristian de la Cruz |

| 23    | POR   | Kevin Mier               |       |
| 6     | DEF   | Andrés Román             |       |
| 16    | DEF   | Sergio Mosquera          | 46'   |
| 2     | DEF   | Cristián Zapata          |       |
| 42    | DEF   | Cristian Castro Devenish | 38'   |
| 20    | DEF   | Danovis Banguero         |       |
| 18    | MED   | Yéiler Góez              | 62'   |
| 30    | MED   | Jhon Solís               |       |
| 10    | MED   | Jarlan Barrera           | 46'   |
| 88    | MED   | Dorlan Pabón             | 90+8' |
| 9     | DEL   | Jefferson Duque          |       |
| D. T. | D. T. | Paulo Autuori            |       |

| 1     | POR   | Aldair Quintana    |     |
| 16    | DEF   | Eber Moreno        | 67' |
| 3     | DEF   | Diego Hernández    | 86' |
| 5     | DEF   | Geisson Perea      |     |
| 29    | DEF   | Carlos Ramírez     |     |
| 13    | DEF   | Juan Pablo Zuluaga |     |
| 25    | MED   | Jhonny Vásquez     |     |
| 18    | MED   | Maicol Medina      | 86' |
| 10    | MED   | Yesus Cabrera      | 74' |
| 30    | DEL   | Arley Rodríguez    |     |
| 9     | DEL   | Ángelo Rodríguez   |     |
| D. T. | D. T. | Alejandro Restrepo |     |

| 21 | DEL | Tomás Ángel      | 38'   |
| 11 | DEL | Jader Gentil     | 46'   |
| 15 | MED | Nelson Palacio   | 46'   |
| 5  | MED | Jhon Duque       | 62'   |
| 31 | DEL | Brahian Palacios | 90+8' |

| 11 | DEL | Johan Bocanegra  | 67' |
| 27 | MED | Jimer Fory       | 74' |
| 8  | MED | Larry Angulo     | 86' |
| 19 | DEL | Kevin Aladesanmi | 86' |

| 60' · 69' · 84' (pen.) · 87' | Tomás Ángel Dorlan Pabón | 1:2 2:3 3:3 4:3 |

| 7' · 34' · 63' | Juan Pablo Zuluaga Arley Rodríguez | 0:1 0:2 1:3 |

| 16' · 23' · 74' · 89' | Dorlan Pabón Sergio Mosquera Andrés Román Jefferson Duque |

| 31' · 79' · 82' · 82' · 85' · 90+4' | Ángelo Rodríguez Aldair Quintana Carlos Ramírez Jhonny Vásquez Arley Rodríguez Juan Pablo Zuluaga |

| Principal  | Bismarks Santiago |
| Asistentes | David Fuentes     |
|            | Camilo Portela    |
| Cuarto     | Ferney Trujillo   |

| VAR            | Fernando Acuña      |
| Asistentes VAR | Cristian de la Cruz |

| 23    | POR   | Kevin Mier               |       |
| 6     | DEF   | Andrés Román             |       |
| 16    | DEF   | Sergio Mosquera          | 46'   |
| 2     | DEF   | Cristián Zapata          |       |
| 42    | DEF   | Cristian Castro Devenish | 38'   |
| 20    | DEF   | Danovis Banguero         |       |
| 18    | MED   | Yéiler Góez              | 62'   |
| 30    | MED   | Jhon Solís               |       |
| 10    | MED   | Jarlan Barrera           | 46'   |
| 88    | MED   | Dorlan Pabón             | 90+8' |
| 9     | DEL   | Jefferson Duque          |       |
| D. T. | D. T. | Paulo Autuori            |       |

| 1     | POR   | Aldair Quintana    |     |
| 16    | DEF   | Eber Moreno        | 67' |
| 3     | DEF   | Diego Hernández    | 86' |
| 5     | DEF   | Geisson Perea      |     |
| 29    | DEF   | Carlos Ramírez     |     |
| 13    | DEF   | Juan Pablo Zuluaga |     |
| 25    | MED   | Jhonny Vásquez     |     |
| 18    | MED   | Maicol Medina      | 86' |
| 10    | MED   | Yesus Cabrera      | 74' |
| 30    | DEL   | Arley Rodríguez    |     |
| 9     | DEL   | Ángelo Rodríguez   |     |
| D. T. | D. T. | Alejandro Restrepo |     |

| 21 | DEL | Tomás Ángel      | 38'   |
| 11 | DEL | Jader Gentil     | 46'   |
| 15 | MED | Nelson Palacio   | 46'   |
| 5  | MED | Jhon Duque       | 62'   |
| 31 | DEL | Brahian Palacios | 90+8' |

| 11 | DEL | Johan Bocanegra  | 67' |
| 27 | MED | Jimer Fory       | 74' |
| 8  | MED | Larry Angulo     | 86' |
| 19 | DEL | Kevin Aladesanmi | 86' |

| 60' · 69' · 84' (pen.) · 87' | Tomás Ángel Dorlan Pabón | 1:2 2:3 3:3 4:3 |

| 7' · 34' · 63' | Juan Pablo Zuluaga Arley Rodríguez | 0:1 0:2 1:3 |

| 16' · 23' · 74' · 89' | Dorlan Pabón Sergio Mosquera Andrés Román Jefferson Duque |

| 31' · 79' · 82' · 82' · 85' · 90+4' | Ángelo Rodríguez Aldair Quintana Carlos Ramírez Jhonny Vásquez Arley Rodríguez Juan Pablo Zuluaga |

| Principal  | Bismarks Santiago |
| Asistentes | David Fuentes     |
|            | Camilo Portela    |
| Cuarto     | Ferney Trujillo   |

| VAR            | Fernando Acuña      |
| Asistentes VAR | Cristian de la Cruz |

|                                       |
| Bandera de Colombia                   |
| Campeón Atlético Nacional 3.er título |